# Клён Зибольда
Клён Зибольда (лат. Acer sieboldianum), (яп. コハウチワカエデ kohauchiwakaede) — вид деревьев рода Клён (Acer) семейства Сапиндовые (Sapindaceae). Естественно произрастает в Японии, обычен в лесах островов Хоккайдо, Хонсю, Сикоку и Кюсю; в южной части ареала растёт только в горных лесах. Назван в честь Филиппа фон Зибольда.

## Описание
Медленно растущее небольшое листопадное дерево, достигающее 10-15 м в высоту, с гладкой тёмно-коричневой корой. Молодые побеги зелёные или красные, слегка покрытые белыми волосками в первый год.
Листья зелёные или тёмно-зелёные, длиной 4-8 см и шириной 5-10 см с 3-7 см черешком, пальчатой формы, имеют от 9 до 11 (иногда только семь) лопастей. Весенние молодые листья покрыты белым пушком, причём черешок и сосуды на нижней стороне листа остаются опушёнными всё лето, этот признак используется для отличения от родственного Клёна дланевидного. Осенью листья принимают оттенки от ярко-оранжевого до красного.
Цветы бледно-жёлтые, собраны в кисти по 10-15; для этого дерева свойственна андромоноэция, на одном и том же растении находятся мужские и женские цветы или только мужские.
Плод представляет собой парную крылатку, вытянутую в линию, без угла между крылышками, размер одного крылышка 15-20 мм.
Цветёт поздней весной, плоды созревают ранней осенью.
Гладкая кора и жёлтые цветы помогают отличить это дерево от близкородственного Клёна японского (яп. ハウチワカエデ hauchiwakaede), который имеет грубую чешуйчатую кору и красные цветы, а опушённые побеги и жёлтые цветы отличают его от Клёна Ширасавы (яп. オオイタヤメイゲツ ooitayameigetsu; с неопушёнными побегами и красными цветами).

## Классификация

### Таксономия
Вид Клён Зибольда входит в род Клён (Acer) семейства Сапиндовые (Sapindaceae).
|  |                                      |  |                                                       |                                                       |                      |  | ещё 8 семейств (согласно Системе APG II) | ещё 8 семейств (согласно Системе APG II) |                   |  |  |  | ещё более 100 видов |
|  |                                      |  |                                                       |                                                       |                      |  | ещё 8 семейств (согласно Системе APG II) | ещё 8 семейств (согласно Системе APG II) |                   |  |  |  | ещё более 100 видов |
|  |                                      |  |                                                       | порядок Сапиндоцветные                                |                      |  |                                          |                                          | род Клён          |  |  |  |                     |
|  |                                      |  |                                                       | порядок Сапиндоцветные                                |                      |  |                                          |                                          | род Клён          |  |  |  |                     |
|  | отдел Цветковые, или Покрытосеменные |  |                                                       |                                                       | семейство Сапиндовые |  |                                          |                                          | вид Клён Зибольда |  |  |  |                     |
|  | отдел Цветковые, или Покрытосеменные |  |                                                       |                                                       | семейство Сапиндовые |  |                                          |                                          |                   |  |  |  |                     |
|  |                                      |  | ещё 44 порядка цветковых растений (по Системе APG II) | ещё 44 порядка цветковых растений (по Системе APG II) |                      |  |                                          | ещё 140—150 родов                        | ещё 140—150 родов |  |  |  |                     |
|  |                                      |  |                                                       | ещё 44 порядка цветковых растений (по Системе APG II) |                      |  |                                          |                                          | ещё 140—150 родов |  |  |  |                     |

## Культивирование

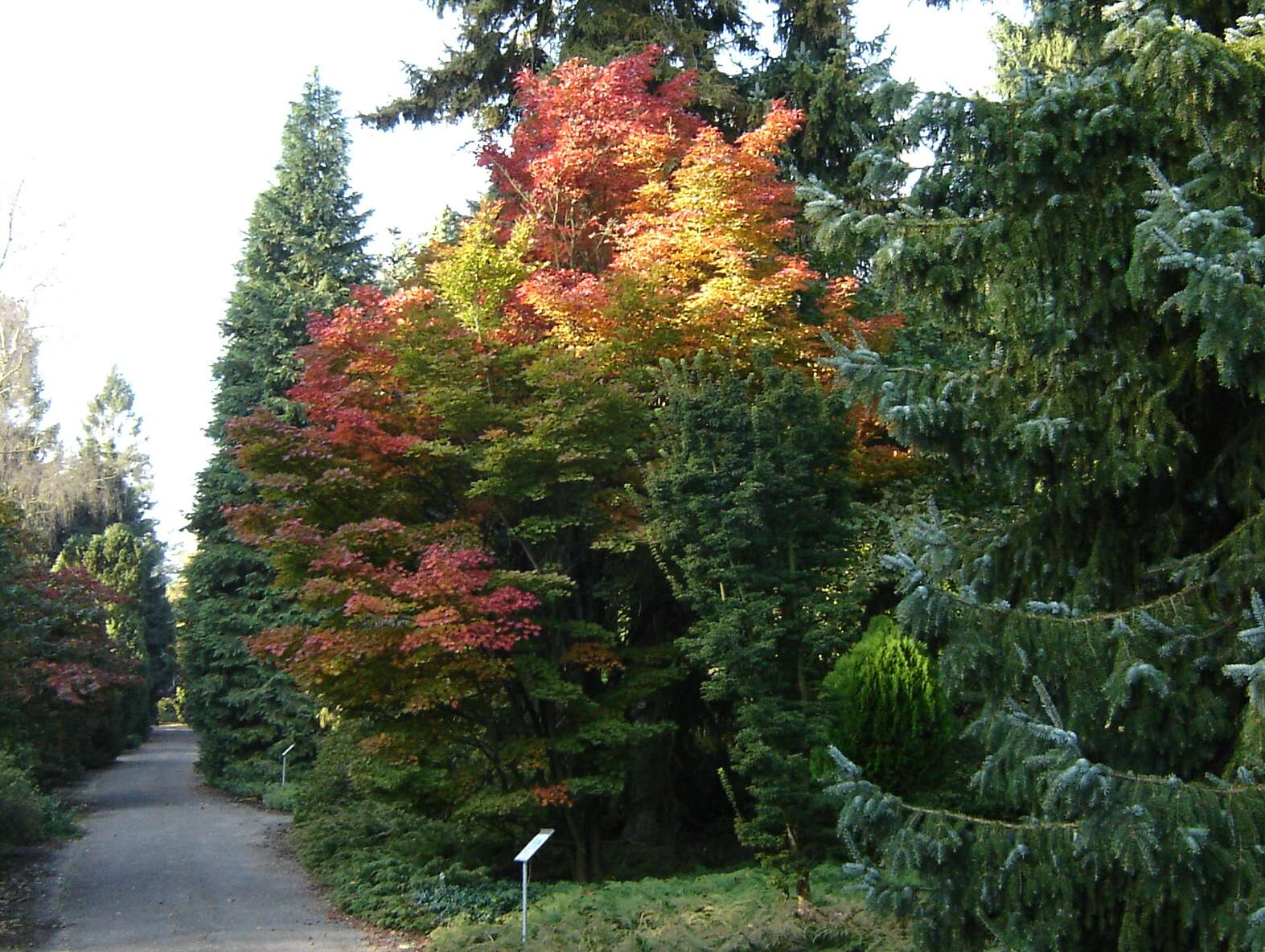
Acer sieboldianum 'Osiris' в осенней раскраске в арборетуме фон Гимборн, Нидерланды

Клён Зибольда не так редок в культуре, как могло бы показаться. Отдельные экземпляры часто неправильно распознаются как схожие виды из секции Palmata, такие как Acer japonicum, Acer shirasawanum и Acer palmatum; иногда его путают с Acer pseudosieboldianum (Клён ложнозибольдов, корейский клён), близкородственным видом из соседних областей континентальной северо-восточной Азии.

Выведено много сортов, большинство из которых редко можно встретить за пределами Японии. Среди них 'Кинугаса яма' ('Kinugasa yama'), 'Ми яма нисики' ('Mi yama nishiki'), 'Огура яма' ('Ogura yama'), 'Содэ но ути' ('Sode no uchi') и 'Озирис' ('Osiris').